# Straight Up (bài hát của Paula Abdul)
"Straight Up"là một bài hát của nghệ sĩ thu âm người Mỹ Paula Abdul nằm trong album phòng thu đầu tay của cô, Forever Your Girl (1989). Nó được phát hành như là đĩa đơn thứ ba trích từ album vào ngày 22 tháng 11 năm 1988 bởi Virgin Records. Bài hát được viết lời và sản xuất bởi Elliot Wolff, người đã được giới thiệu với Abdul bởi mẹ của cô. Mặc dù không nhận được sự ủng hộ từ hãng đĩa, cô vẫn quyết giữ lại"Straight Up"cho album đầu tay của mình. Để thực hiện điều đó, nữ ca sĩ sẵn sàng thương lượng với Virgin để thu âm hai bài hát khác theo sắp đặt của họ, nhưng cô không thực sự yêu thích, nếu họ để cô thực hiện nó.
Sau những thành công không đáng kể của hai đĩa đơn trước, bước ngoặt đã đến khi đài phát thanh KMEL ở San Francisco bắt đầu phát"Straight Up"và lập tức nhận được sự chú ý từ công chúng. Sau đó, bài hát đạt vị trí số một trên bảng xếp hạng Billboard Hot 100 trong ba tuần liên tiếp, trở thành đĩa đơn quán quân đầu tiên của Abdul tại Hoa Kỳ. Nó đã nhận được chứng nhận đĩa Bạch kim bởi Hiệp hội Công nghiệp ghi âm Mỹ (RIAA), công nhận một triệu bản đã được tiêu thụ tại đây. Trên thị trường quốc tế, bài hát trở thành một bản hit lớn, đạt vị trí số một ở Canada và Na Uy cũng như lọt vào top 5 ở Bỉ, Đức, Hà Lan, Thụy Điển và Thụy Sĩ. Năm 1990, nó nhận được một đề cử giải Grammy ở hạng mục Trình diễn giọng pop nữ xuất sắc nhất.
Thành công của"Straight Up"đã giúp Forever Your Girl bắt đầu lội ngược dòng trên bảng xếp hạng. Sau khi được tiếp nối bởi hai đĩa đơn quán quân tiếp theo, album đạt vị trí quán quân tại Hoa Kỳ sau 64 tuần có mặt trên thị trường, thiết lập kỷ lục như là album mất nhiều thời gian nhất để đạt vị trí số một trong lịch sử. Video ca nhạc của bài hát được đạo diễn bởi David Fincher và thực hiện dưới hình thức video đen trắng. Nó nhận được nhiều lời tán dương từ các nhà phê bình âm nhạc, trong đó họ đặc biệt đánh giá cao khả năng sáng tạo và biên đạo của Abdul. Được phát hành vào tháng 2 năm 1989, video nhanh chóng nhận được nhiều lượt yêu cầu phát sóng trên MTV. Tại Giải Video âm nhạc của MTV năm 1989, nó nhận được 6 đề cử và giành chiến thắng 4 giải cho Video xuất sắc nhất của nữ ca sĩ, Biên tập xuất sắc nhất, Vũ đạo xuất sắc nhất và Video Dance xuất sắc nhất.

## Danh sách bài hát
| Đĩa 7"tại châu Âu - A."Straight Up"– 4:11 - B."Cold Hearted"– 3:51 Đĩa 12", 45 RPM tại Anh quốc - A1."Straight Up"(12"Remix) - 6:52 - A2."Straight Up"(Power Mix) – 2:58 - B1."Straight Up"(House Mix) – 5:11 - B2."Straight Up"(Marley Marl Mix) – 4:40 | Đĩa 12", 45 RPM tại châu Âu - A1."Straight Up"(12"Remix) - 6:52 - A2."Straight Up"(Power Mix) – 4:57 - B1."Straight Up"(House Mix) – 7:10 - B2."Straight Up"(Marley Marl Mix) – 6:38 Đĩa 12", 33 ⅓ RPM tại Mỹ - A1."Straight Up"(12"Remix) - 6:52 - A2."Straight Up"(Power Mix) – 4:57 - B."Straight Up"(House Mix) – 7:10 |

## Xếp hạng
| Bảng xếp hạng (1988-1989)                | Vị trí cao nhất |
| ---------------------------------------- | --------------- |
| Úc (ARIA)                                | 27              |
| Áo (Ö3 Austria Top 40)                   | 8               |
| Bỉ (Ultratop 50 Flanders)                | 5               |
| Canada (The Record)                      | 1               |
| Châu Âu (Music & Media)                  | 2               |
| Pháp (SNEP)                              | 12              |
| Đức (Official German Charts)             | 4               |
| Hà Lan (Dutch Top 40)                    | 3               |
| Hà Lan (Single Top 100)                  | 2               |
| Ireland (IRMA)                           | 6               |
| New Zealand (Recorded Music NZ)          | 6               |
| Na Uy (VG-lista)                         | 1               |
| Thụy Điển (Sverigetopplistan)            | 2               |
| Thụy Sĩ (Schweizer Hitparade)            | 3               |
| Anh Quốc (OCC)                           | 3               |
| Hoa Kỳ Billboard Hot 100                 | 1               |
| Hoa Kỳ Dance Club Songs (Billboard)      | 3               |
| Hoa Kỳ Hot R&B/Hip-Hop Songs (Billboard) | 2               |
| Bảng xếp hạng (2015)                     | Vị trí cao nhất |
| Ba Lan (Polish Airplay Top 100)          | 69              |

| Bảng xếp hạng (1989)                 | Vị trí |
| ------------------------------------ | ------ |
| Belgium (Ultratop 50 Flanders)       | 46     |
| Canada Top Singles (RPM)             | 25     |
| Germany (Official German Charts)     | 17     |
| Netherlands (Dutch Top 40)           | 16     |
| Netherlands (Single Top 100)         | 16     |
| New Zealand (Recorded Music NZ)      | 9      |
| Switzerland (Schweizer Hitparade)    | 16     |
| UK Singles (Official Charts Company) | 31     |
| US Billboard Hot 100                 | 4      |
| US Hot Dance Club Songs (Billboard)  | 35     |

## Chứng nhận
| Quốc gia                                                                           | Chứng nhận | Số đơn vị/doanh số chứng nhận |
| ---------------------------------------------------------------------------------- | ---------- | ----------------------------- |
| Canada (Music Canada)                                                              | Vàng       | 0^                            |
| Anh Quốc (BPI)                                                                     | Bạc        | 200.000^                      |
| Hoa Kỳ (RIAA)                                                                      | Bạch kim   | 1.000.000^                    |
| * Chứng nhận dựa theo doanh số tiêu thụ. ^ Chứng nhận dựa theo doanh số nhập hàng. |            |                               |